# Poolewe
Poolewe (Schots-Gaelisch: Poll Iù) is een dorp ongeveer 120 kilometer ten noordwesten van Inverness in de Schotse lieutenancy Ross and Cromarty in het raadsgebied Highland. De rivier Ewe mondt hier uit in Loch Ewe.
Tijdens de Eerste Wereldoorlog fungeerde Poolewe als haven voor de Royal Navy waar ze steenkolen konden bunkeren. De Home Fleet arriveerde op 18 augustus 1914 en vertrok hier vóór de slag bij Helgoland. Later werd de haven verlaten omdat de schepen onbeschermd waren tegen aanvallen van Duitse onderzeeërs.
Op het kerkhof ligt de Poolewe Stone, een Pictische steen die in 1992 werd ontdekt.

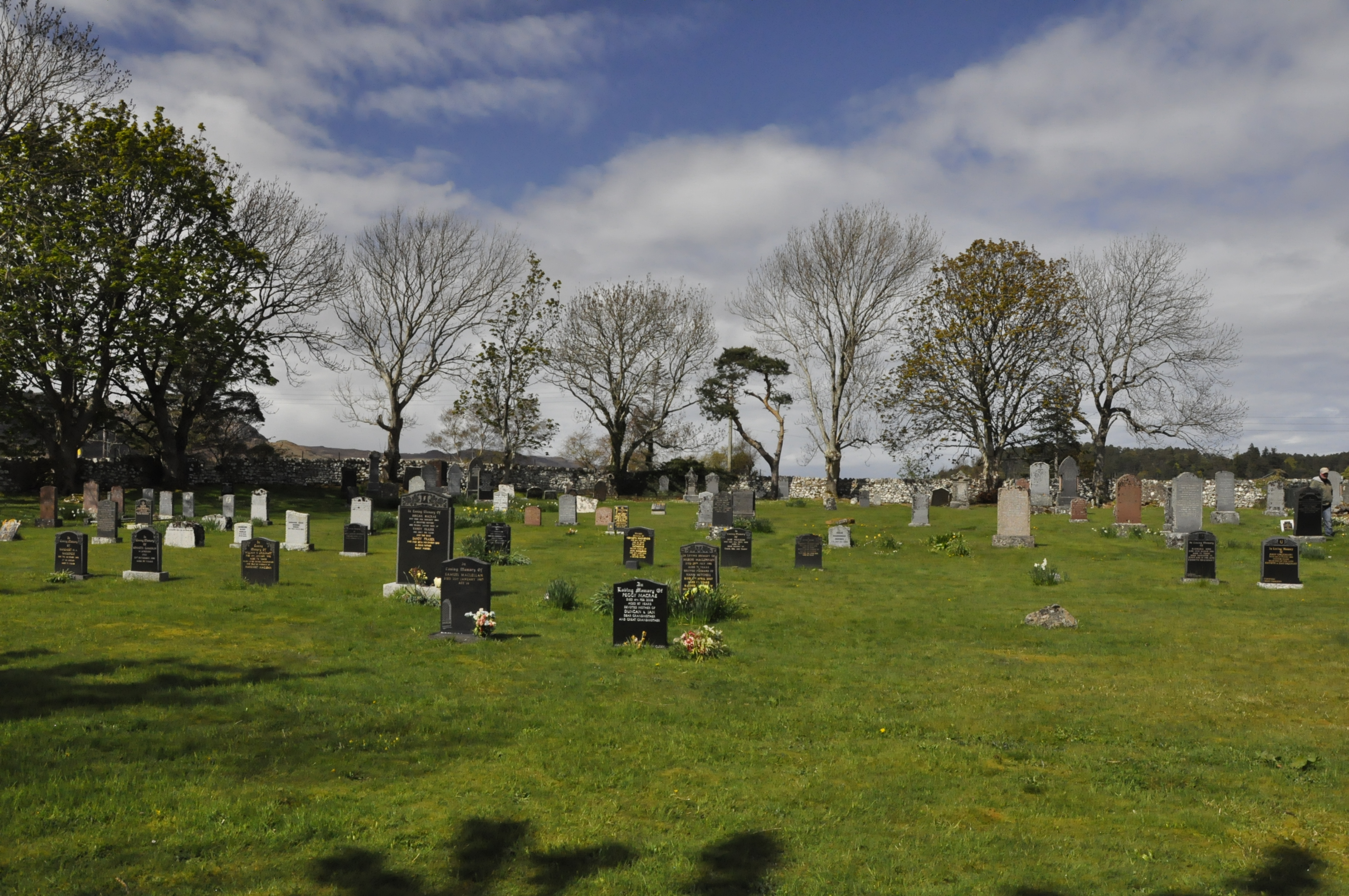
Het kerkhof van Poolewe
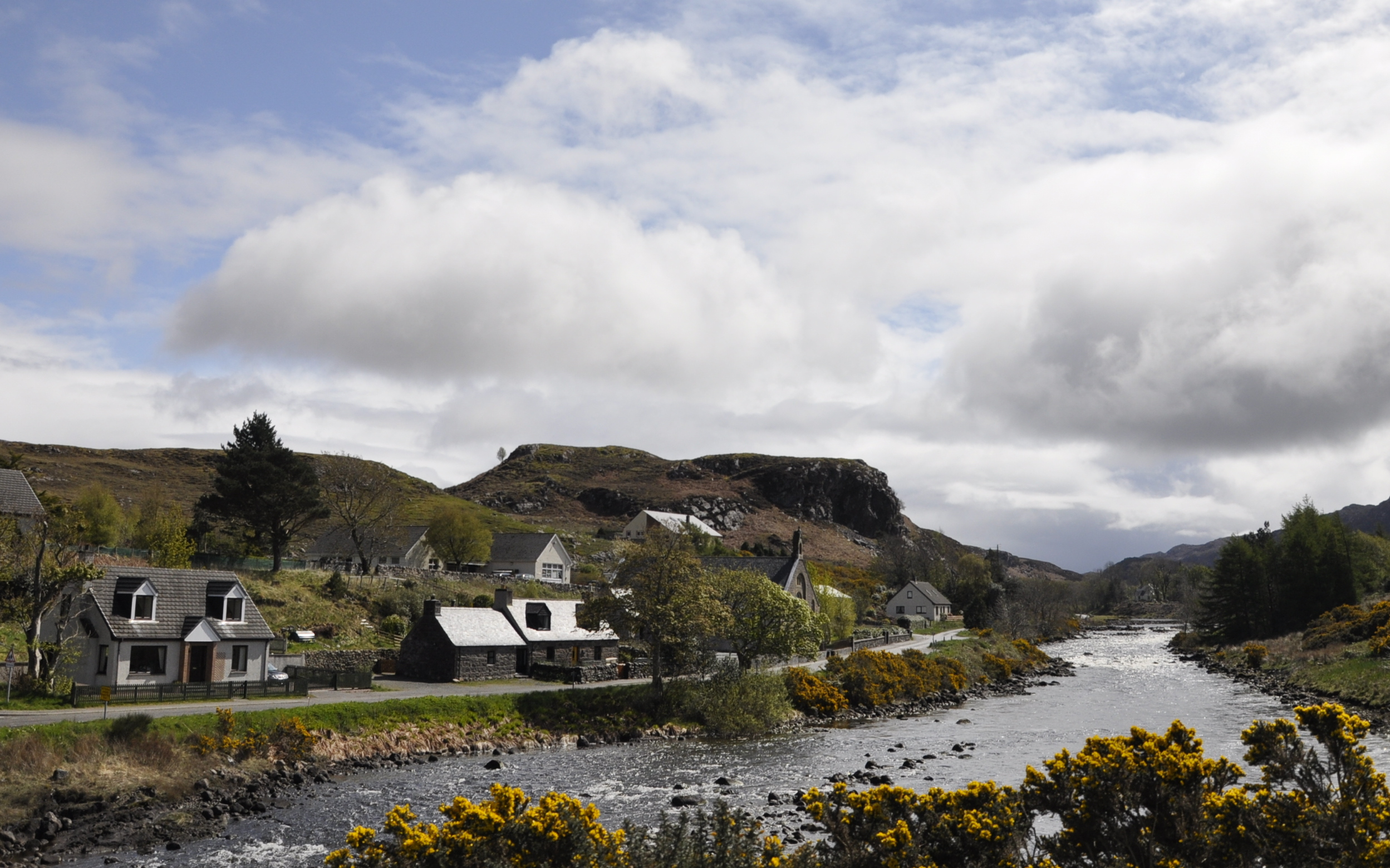
de rivier Ewe te Poolewe
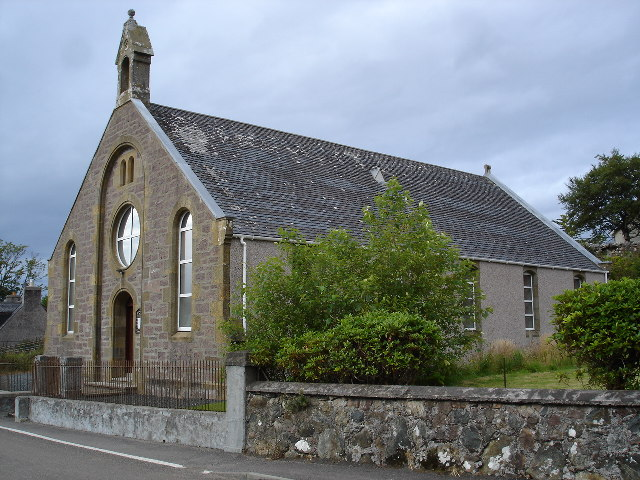
Free Church in Poolewe